# Devil Children: Book of Fire/Book of Ice
Shin Megami Tensei: Devil Children Book of Fire/Book of Ice (真・女神転生 デビルチルドレン 炎の書/氷の書?, Shin Megami Tensei Debiru Chirudoren Honoo no Sho) è un videogioco di ruolo, della serie Megami Tensei, sequel diretto di DemiKids: Light Version/Dark Version, con cui condivide gli stessi protagonisti, pubblicato nel 2003 per Game Boy Advance, ed inedito al di fuori del Giappone.